# Amenoncourt
Cet article possède un paronyme, voir Menoncourt.
Amenoncourt est une commune française située dans le département de Meurthe-et-Moselle, en région Grand Est.

## Géographie

### Localisation
Amenoncourt se trouve à 25 km de la sous-préfecture Lunéville et à 52 km de la préfecture Nancy. Sarrebourg est à 24 km, Metz à 80 km et Strasbourg à 82 km.
Le territoire de la commune est limitrophe de cinq communes, dont Avricourt (Moselle) se trouve dans le département limitrophe de la Moselle. 
|          | Avricourt (Moselle) | Avricourt (Meurthe-et-Moselle) |
| Leintrey | Amenoncourt         | Igney                          |
|          | Autrepierre         |                                |

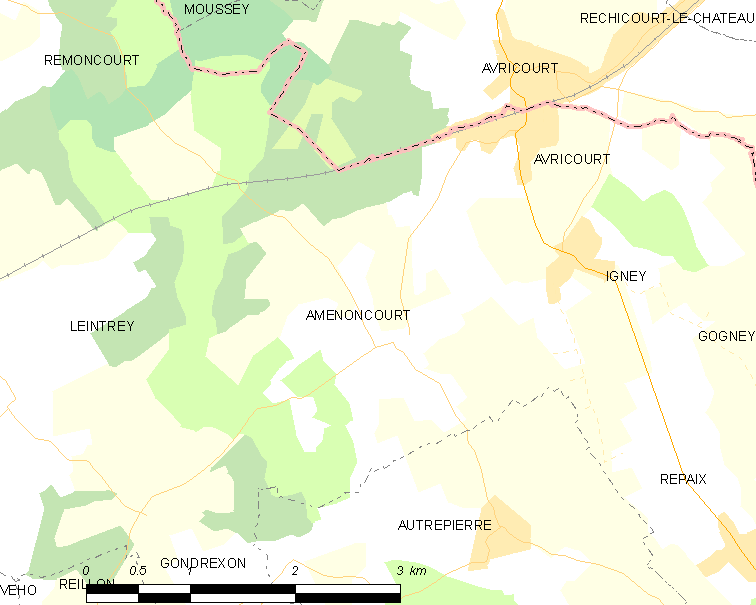
Carte de la commune.
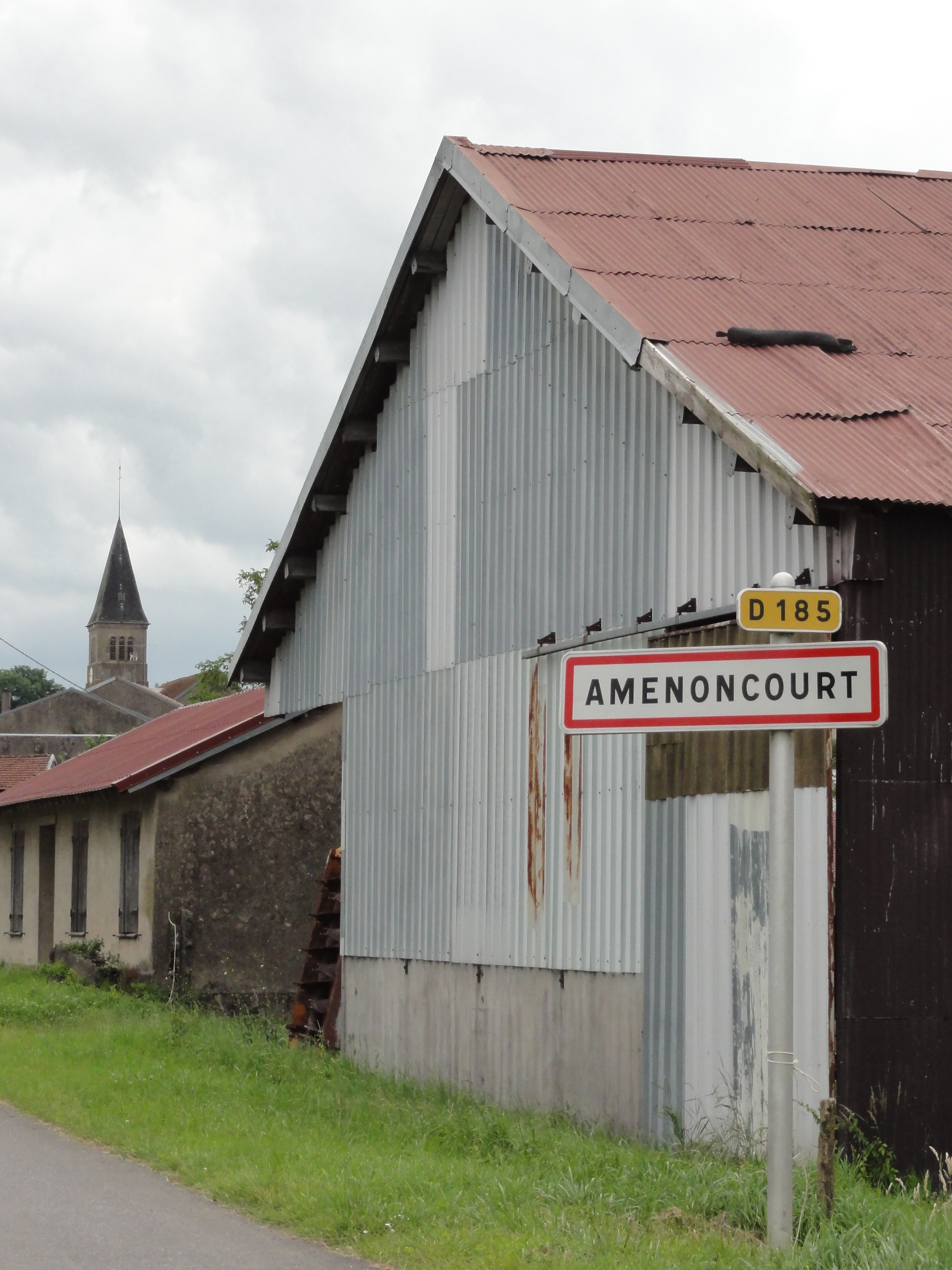
Entrée d'Amenoncourt.
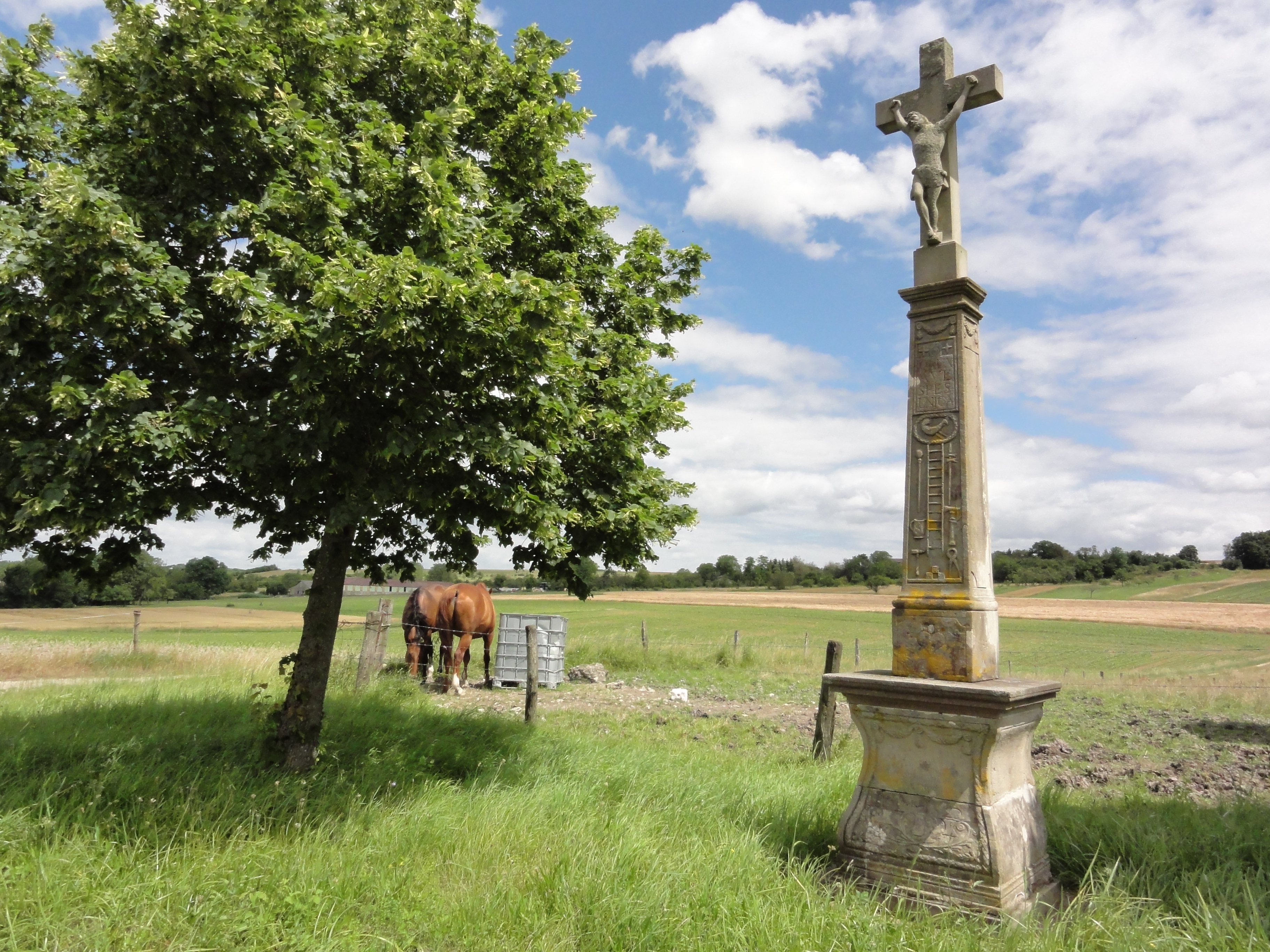
Paysage avec croix de chemin.
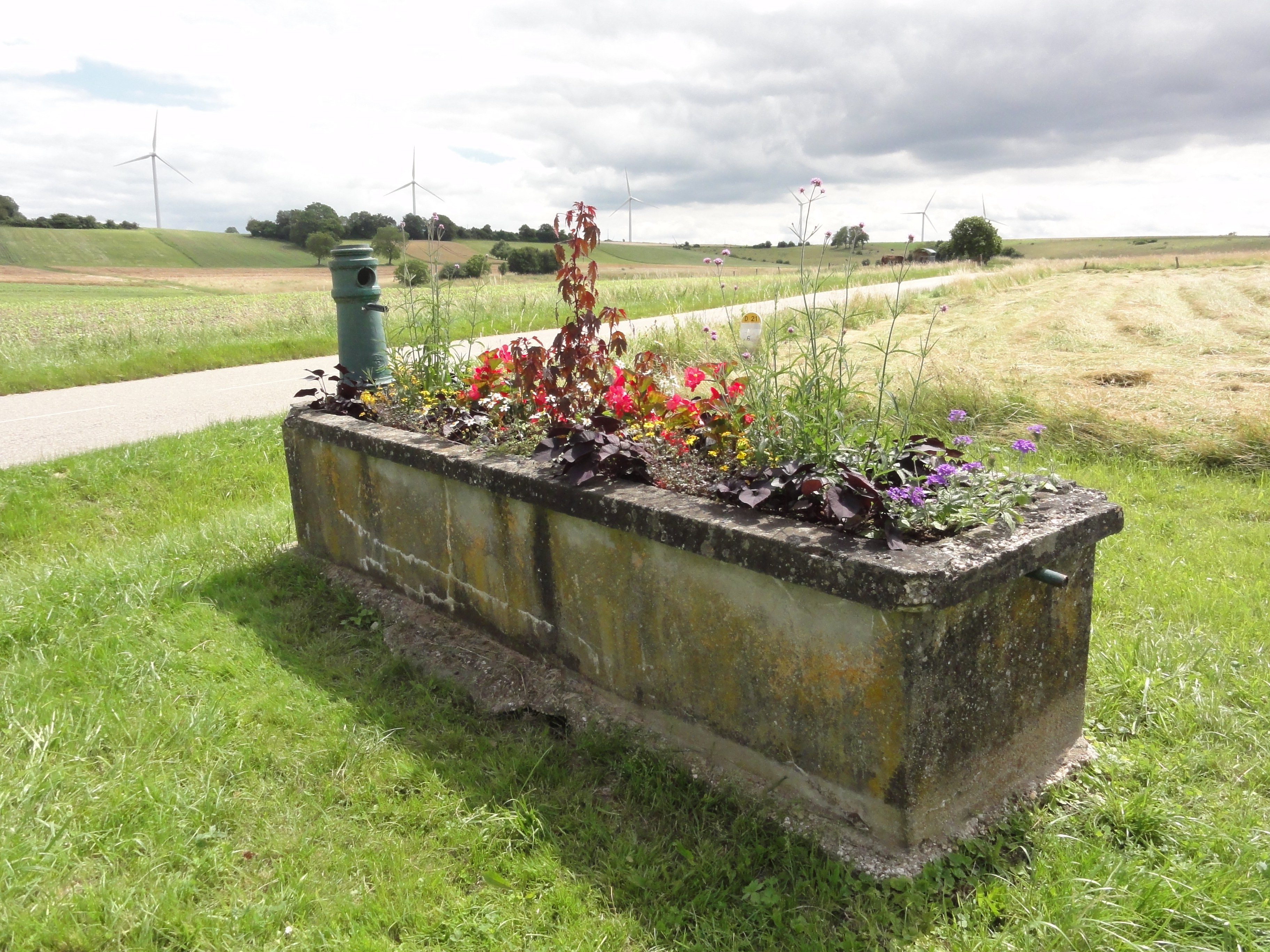
Paysage avec éoliennes.

### Hydrographie
La commune est dans le bassin versant du Rhin au sein du bassin Rhin-Meuse. Elle est drainée par le ruisseau d'Albe et le ruisseau de la Baronne,.

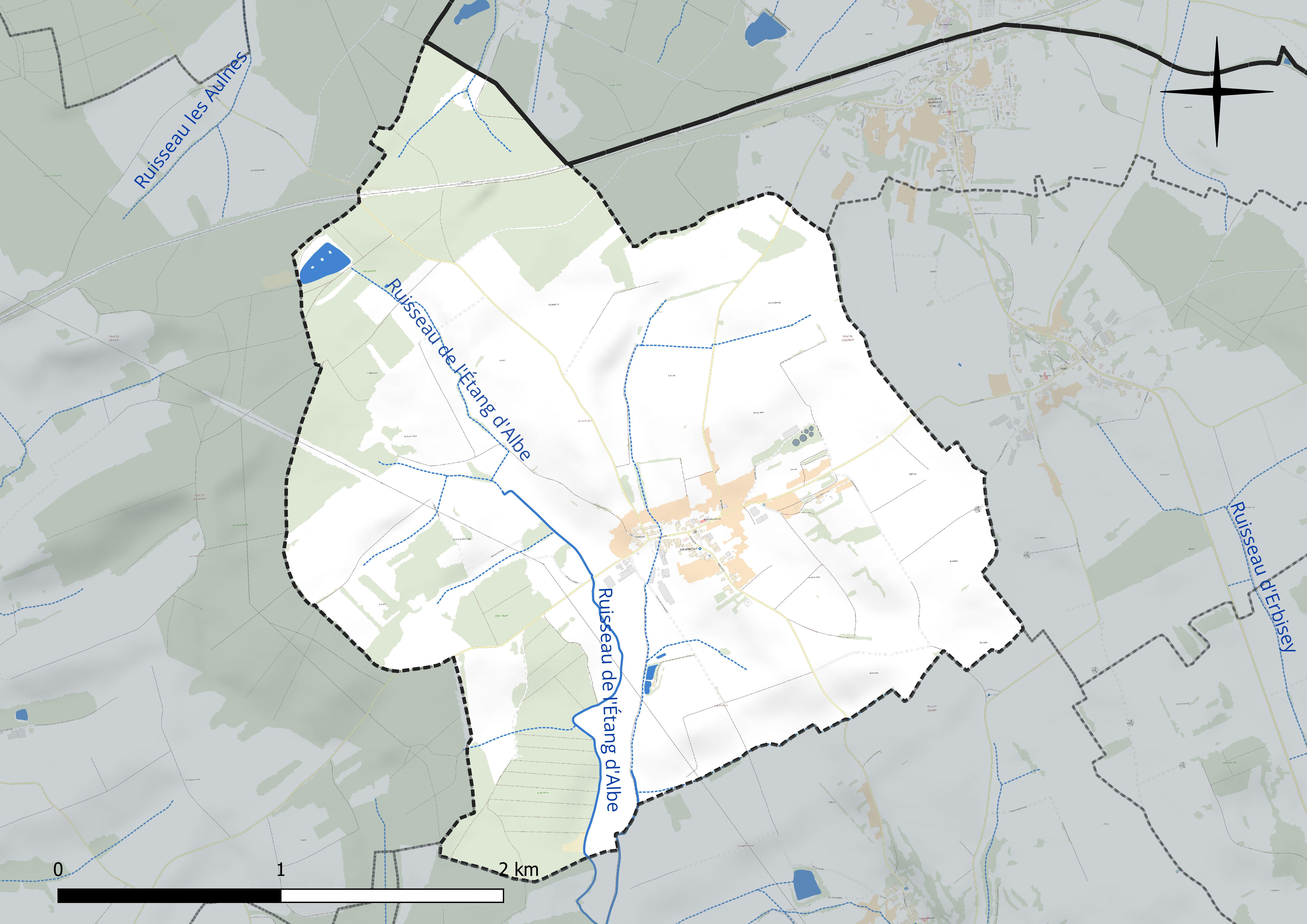
Réseau hydrographique d'Amenoncourt.

### Climat
Pour des articles plus généraux, voir Climat du Grand Est et Climat de Meurthe-et-Moselle.
En 2010, le climat de la commune est de type climat des marges montargnardes, selon une étude du Centre national de la recherche scientifique s'appuyant sur une série de données couvrant la période 1971-2000. En 2020, Météo-France publie une typologie des climats de la France métropolitaine dans laquelle la commune est exposée à un climat semi-continental et est dans la région climatique Vosges, caractérisée par une pluviométrie très élevée (1 500 à 2 000 mm/an) en toutes saisons et un hiver rude (moins de 1 °C).
Pour la période 1971-2000, la température annuelle moyenne est de 9,7 °C, avec une amplitude thermique annuelle de 16,7 °C. Le cumul annuel moyen de précipitations est de 970 mm, avec 12,6 jours de précipitations en janvier et 9,6 jours en juillet. Pour la période 1991-2020, la température moyenne annuelle observée sur la station météorologique de Météo-France la plus proche, « St Maurice », sur la commune de Saint-Maurice-aux-Forges à 14 km à vol d'oiseau, est de 10,5 °C et le cumul annuel moyen de précipitations est de 837,4 mm. 
La température maximale relevée sur cette station est de 39,2 °C, atteinte le 25 juillet 2019 ; la température minimale est de −19,9 °C, atteinte le 1er mars 2005,,.
Les paramètres climatiques de la commune ont été estimés pour le milieu du siècle (2041-2070) selon différents scénarios d'émission de gaz à effet de serre à partir des nouvelles projections climatiques de référence DRIAS-2020. Ils sont consultables sur un site dédié publié par Météo-France en novembre 2022.

## Urbanisme

### Typologie
Au 1er janvier 2024, Amenoncourt est catégorisée commune rurale à habitat très dispersé, selon la nouvelle grille communale de densité à sept niveaux définie par l'Insee en 2022.
Elle est située hors unité urbaine et hors attraction des villes,.

### Occupation des sols
L'occupation des sols de la commune, telle qu'elle ressort de la base de données européenne d’occupation biophysique des sols Corine Land Cover (CLC), est marquée par l'importance des territoires agricoles (72,9 % en 2018), une proportion identique à celle de 1990 (72,9 %). La répartition détaillée en 2018 est la suivante : terres arables (36,5 %), prairies (31,4 %), forêts (26,2 %), zones agricoles hétérogènes (5,1 %), milieux à végétation arbustive et/ou herbacée (0,9 %). L'évolution de l’occupation des sols de la commune et de ses infrastructures peut être observée sur les différentes représentations cartographiques du territoire : la carte de Cassini (XVIIIe siècle), la carte d'état-major (1820-1866) et les cartes ou photos aériennes de l'IGN pour la période actuelle (1950 à aujourd'hui).

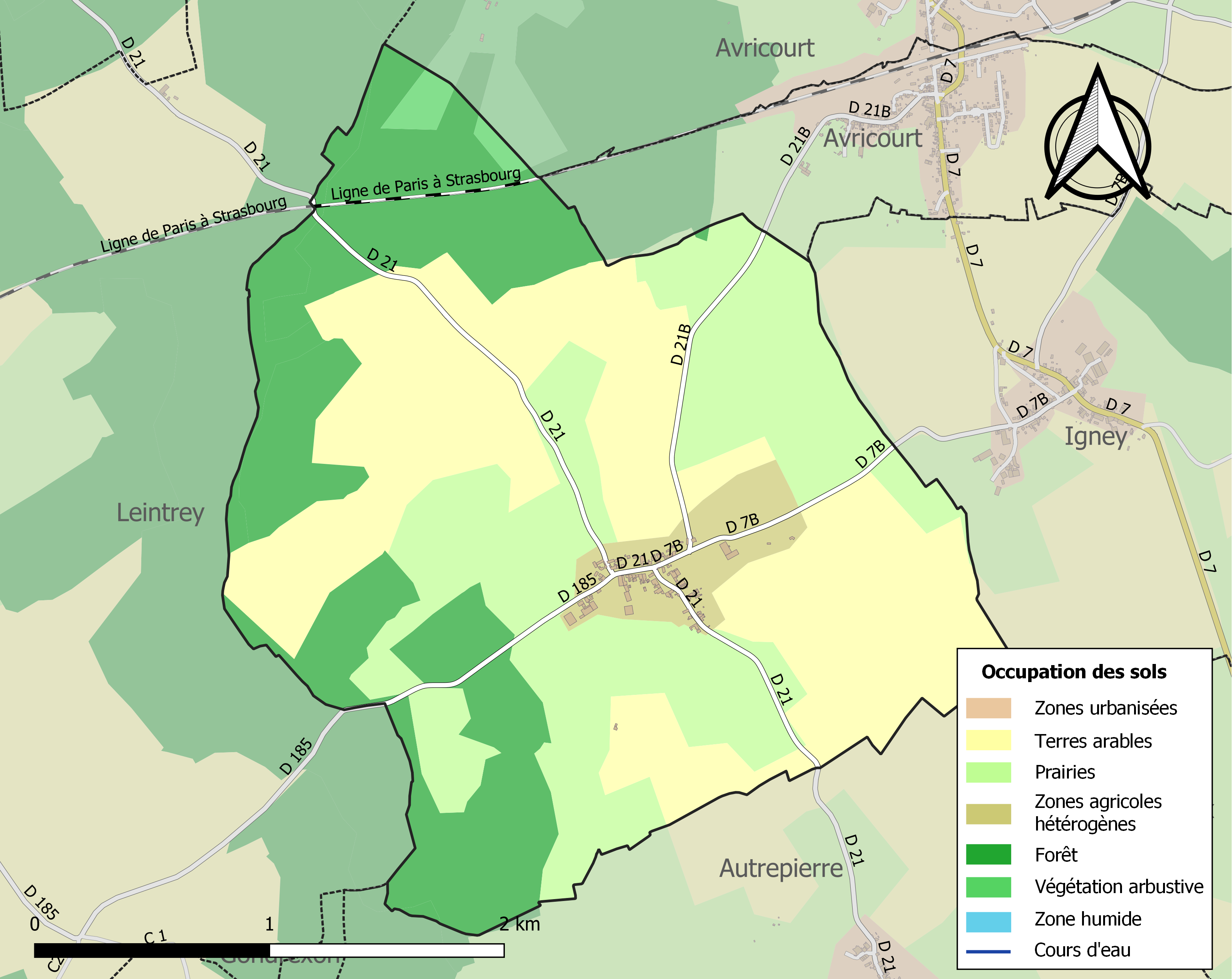
Carte des infrastructures et de l'occupation des sols de la commune en 2018 (CLC).

## Histoire
- Présence gallo-romaine.

## Politique et administration
| Période                                  | Période  | Identité                                        | Étiquette | Qualité        |
| ---------------------------------------- | -------- | ----------------------------------------------- | --------- | -------------- |
| Les données manquantes sont à compléter. |          |                                                 |           |                |
| 2001                                     | En cours | Lucie Kippeurt, Réélue pour le mandat 2020-2026 |           | Ancienne cadre |

## Population et société

### Démographie
L'évolution du nombre d'habitants est connue à travers les recensements de la population effectués dans la commune depuis 1793. Pour les communes de moins de 10 000 habitants, une enquête de recensement portant sur toute la population est réalisée tous les cinq ans, les populations de référence des années intermédiaires étant quant à elles estimées par interpolation ou extrapolation. Pour la commune, le premier recensement exhaustif entrant dans le cadre du nouveau dispositif a été réalisé en 2005.

En 2022, la commune comptait 87 habitants, en évolution de +8,75 % par rapport à 2016 (Meurthe-et-Moselle : −0,13 %, France hors Mayotte : +2,11 %).
| 1793 | 1800 | 1806 | 1821 | 1831 | 1836 | 1841 | 1846 | 1851 |
| ---- | ---- | ---- | ---- | ---- | ---- | ---- | ---- | ---- |
| 230  | 180  | 255  | 260  | 276  | 279  | 305  | 301  | 309  |

| 1856 | 1861 | 1872 | 1876 | 1881 | 1886 | 1891 | 1896 | 1901 |
| ---- | ---- | ---- | ---- | ---- | ---- | ---- | ---- | ---- |
| 251  | 246  | 308  | 285  | 256  | 280  | 268  | 251  | 240  |

| 1906 | 1911 | 1921 | 1926 | 1931 | 1936 | 1946 | 1954 | 1962 |
| ---- | ---- | ---- | ---- | ---- | ---- | ---- | ---- | ---- |
| 234  | 225  | 162  | 146  | 152  | 142  | 78   | 96   | 112  |

| 1968 | 1975 | 1982 | 1990 | 1999 | 2005 | 2006 | 2010 | 2015 |
| ---- | ---- | ---- | ---- | ---- | ---- | ---- | ---- | ---- |
| 123  | 97   | 84   | 91   | 96   | 99   | 98   | 90   | 82   |

| 2020 | 2022 | - | - | - | - | - | - | - |
| ---- | ---- | - | - | - | - | - | - | - |
| 86   | 87   | - | - | - | - | - | - | - |

## Culture locale et patrimoine

### Lieux et monuments
- Église Saint-Clément XVIIIe siècle : tour romane modifiée, chevet XVe siècle.
- Monument aux morts.
- Un calvaire près de l'église ; plusieurs croix de chemin.
- Des fontaines.

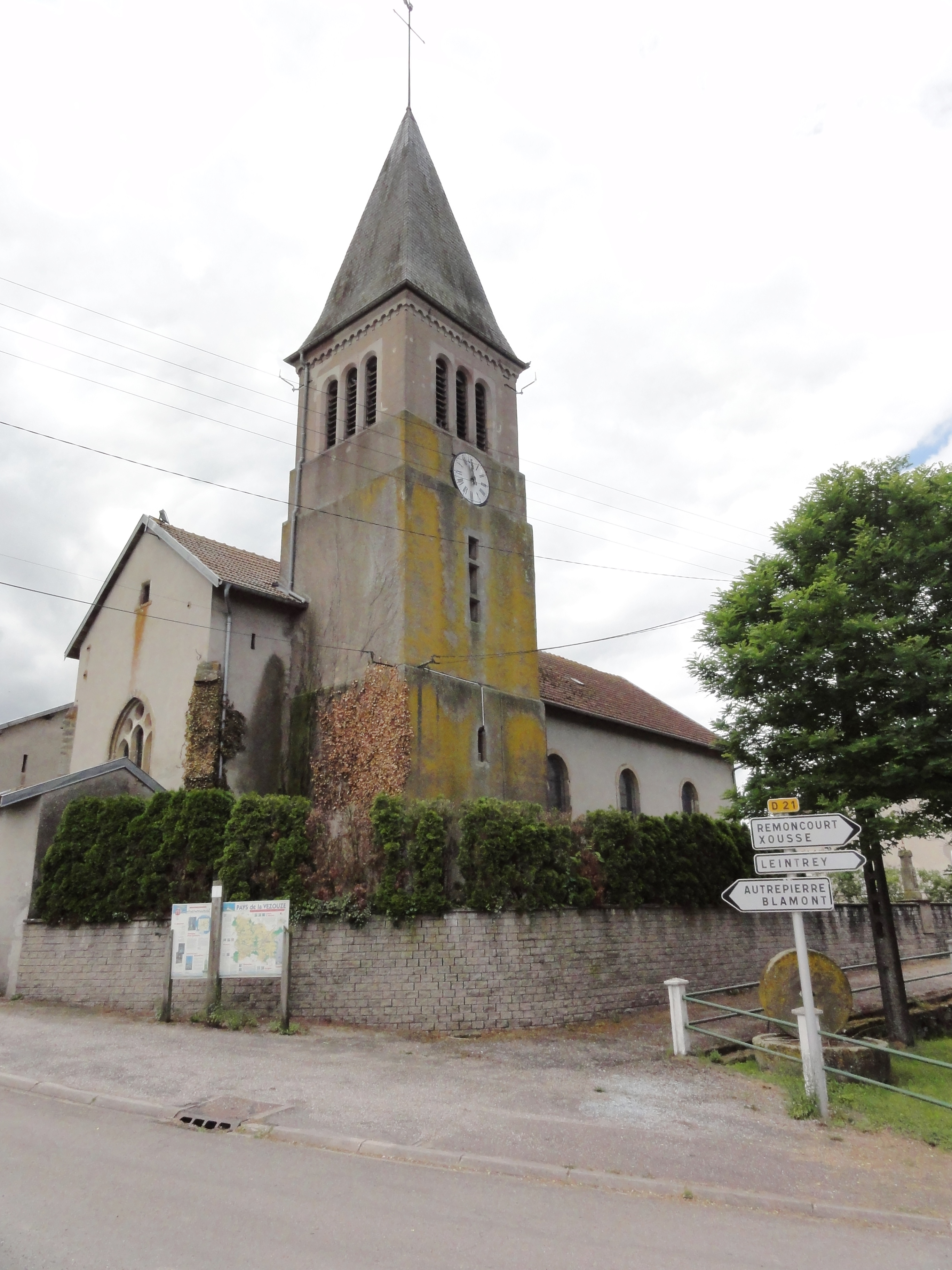
Église Saint-Clément.
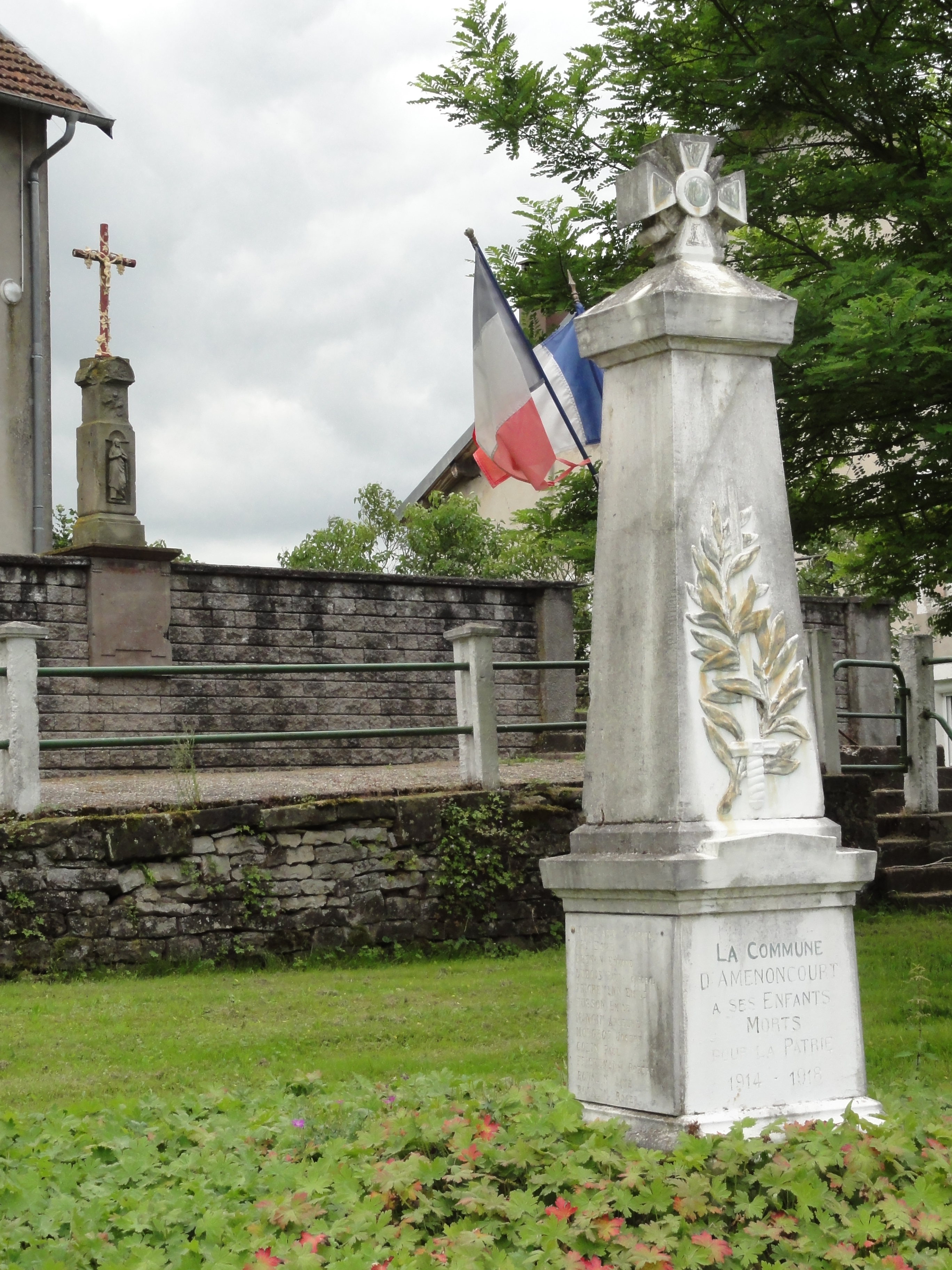
Monument aux morts. Au fond : calvaire à côté de l'église.
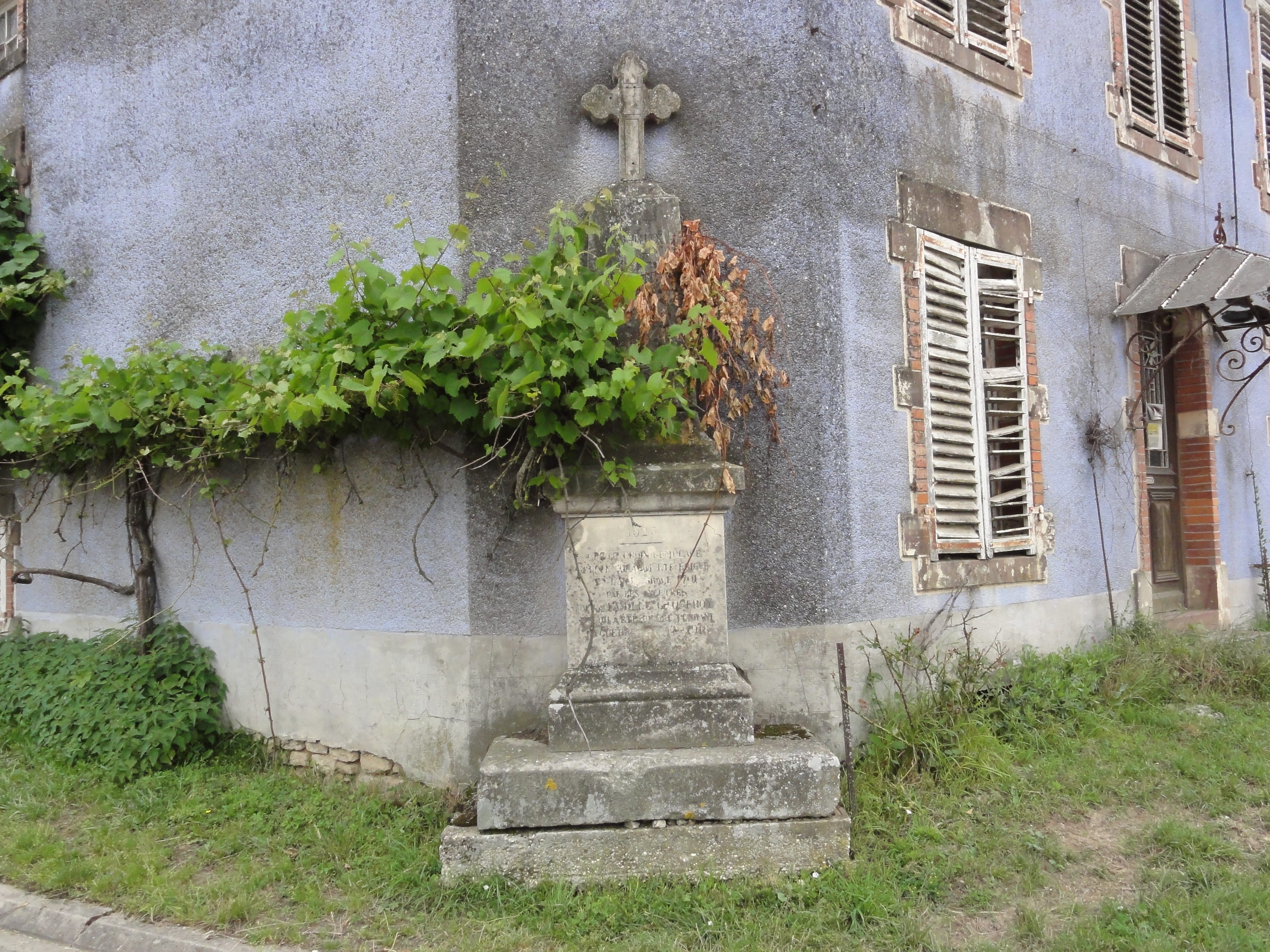
Croix de chemin contre une maison.
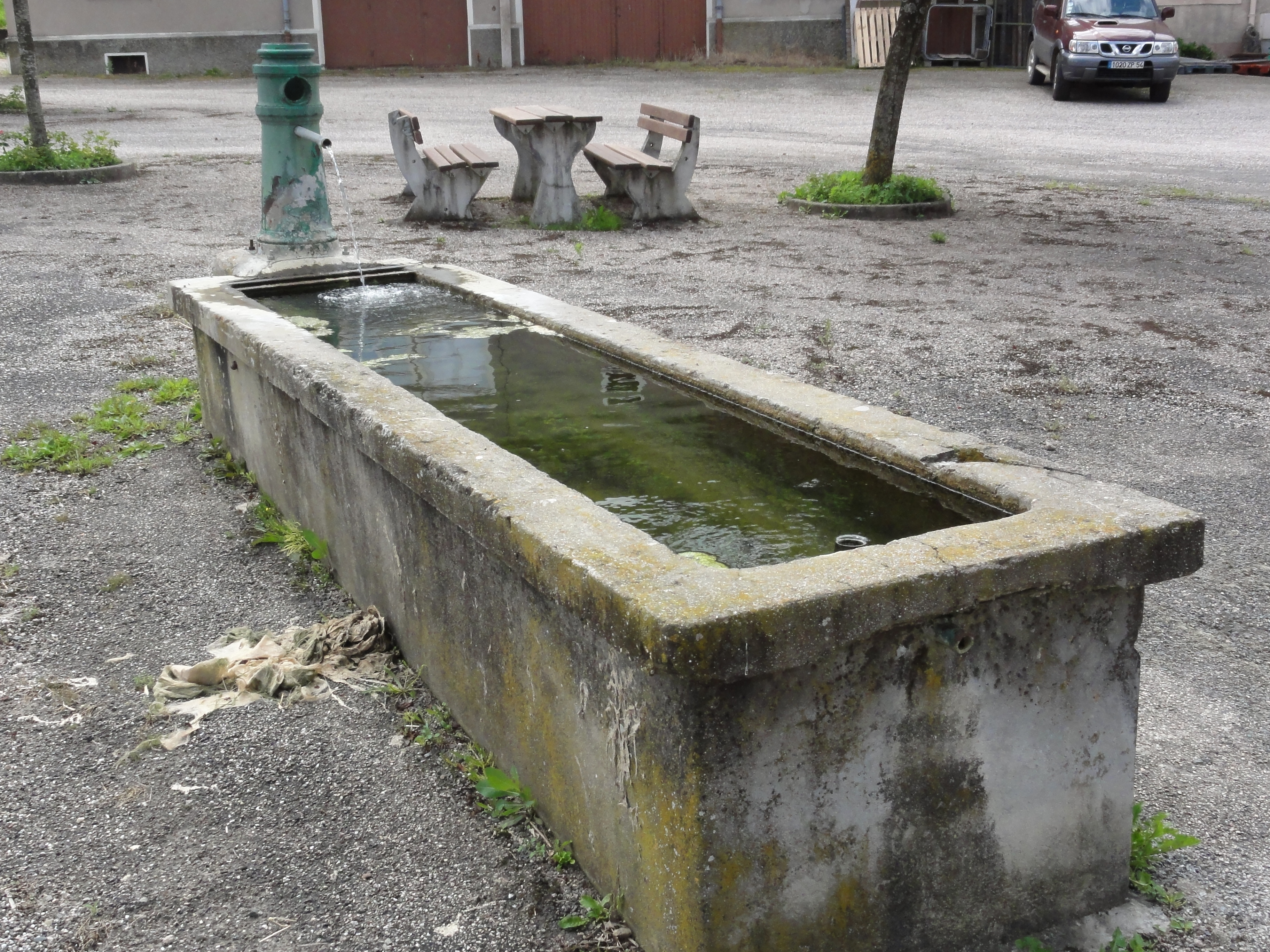
Fontaine et lieu de pique-nique.
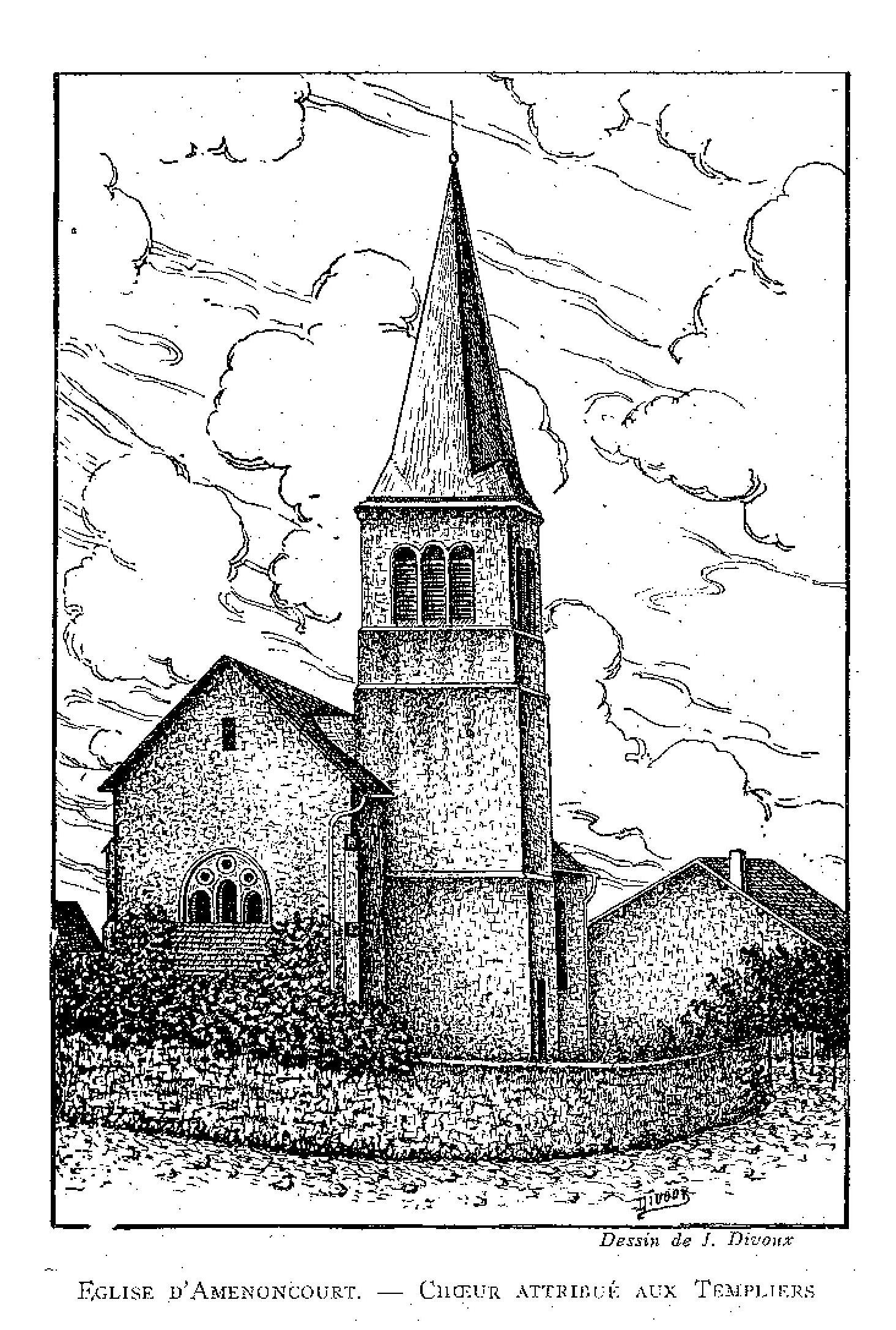
Représentation de l'église d'Amenoncourt dans l'Histoire du Blâmontois d'A. Dedenon (1931).

### Cartes postales anciennes

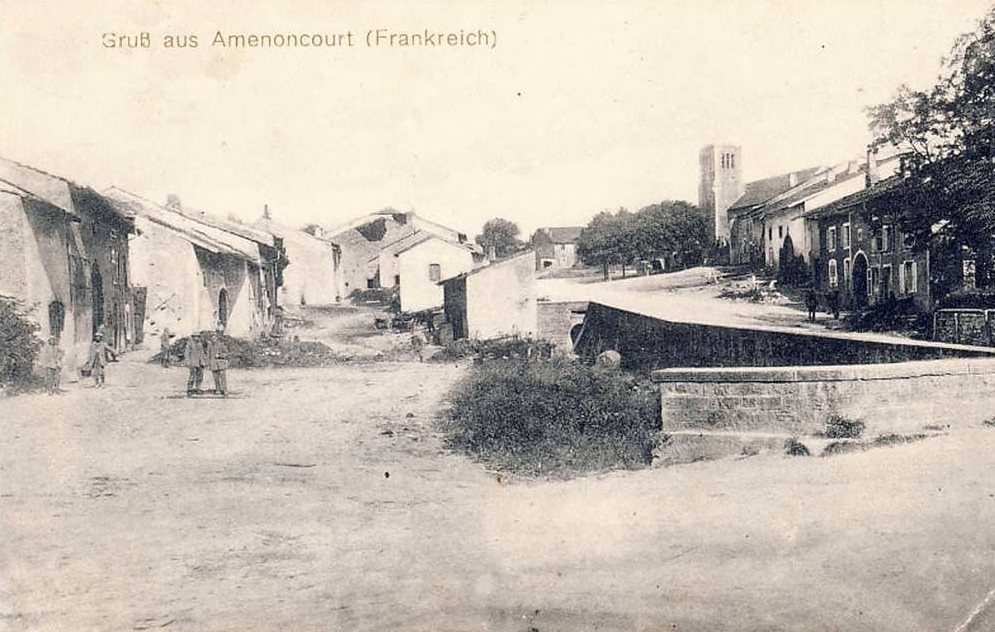
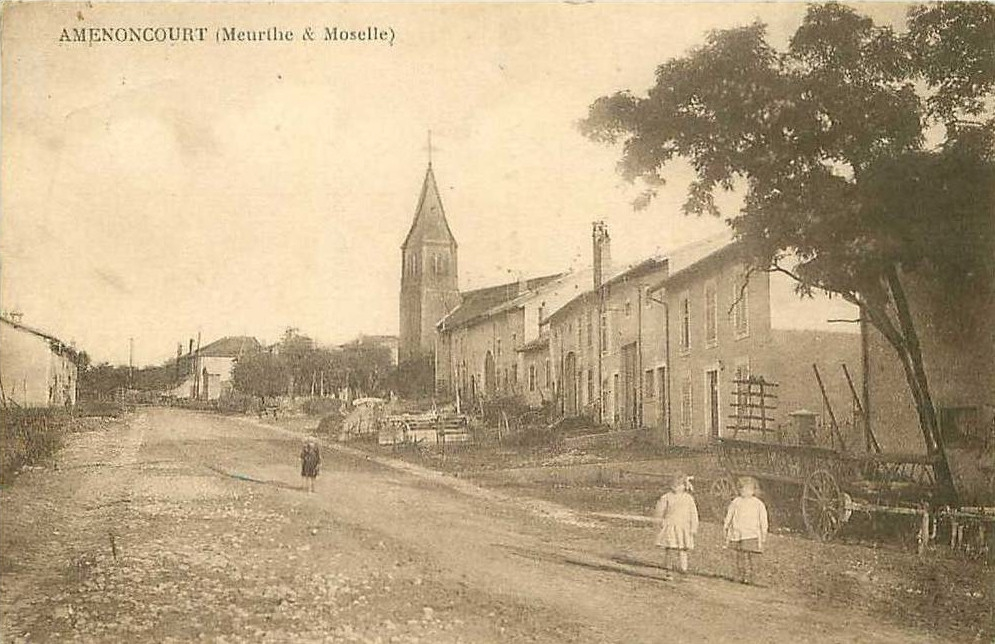
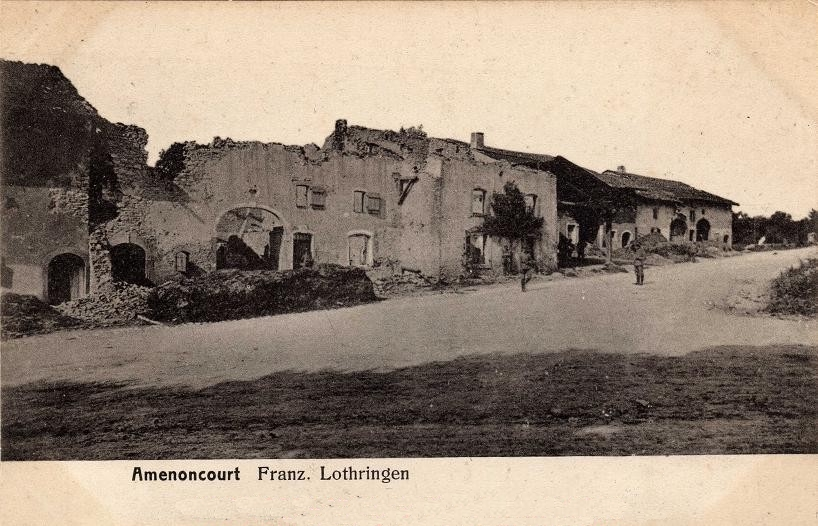
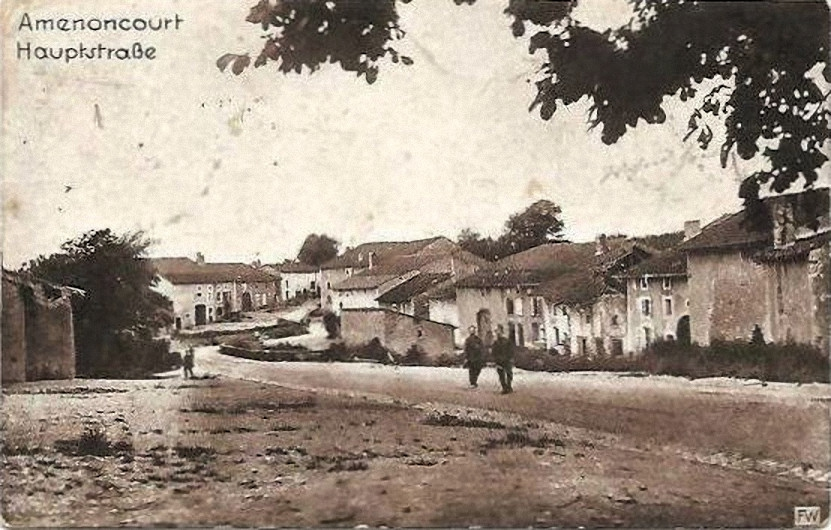
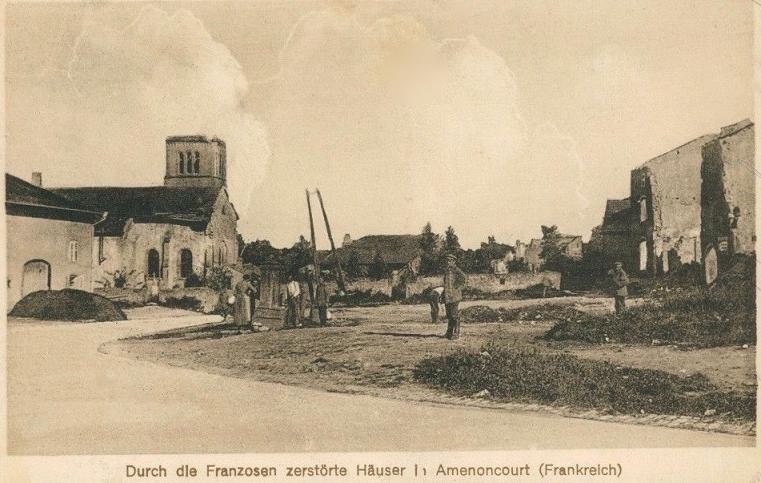
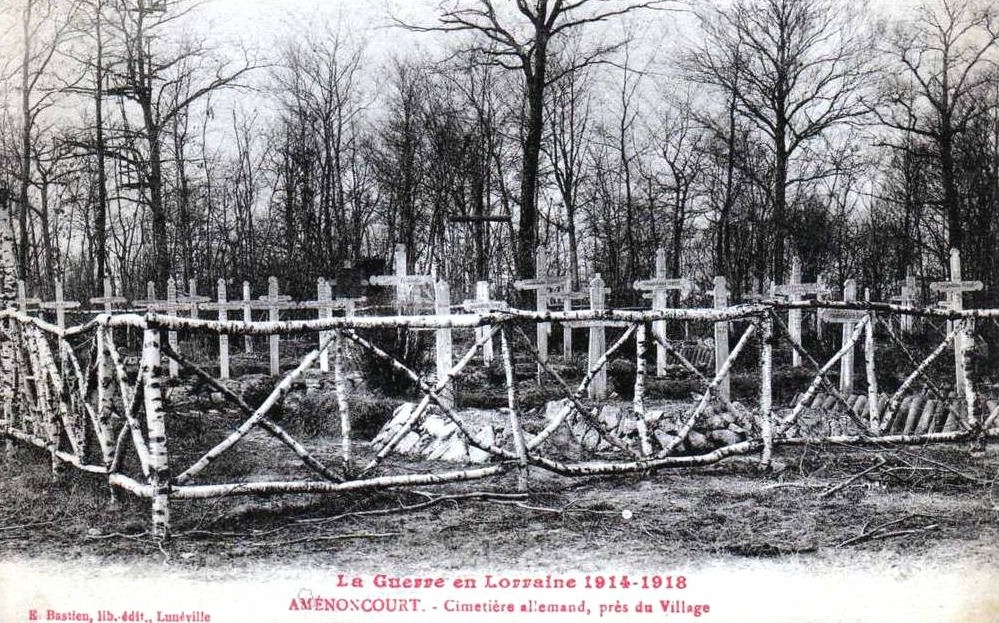

### Personnalités liées à la commune
En cours construction d'une centrale de méthanisation pour alimentation en chauffage des habitations du village.

### Héraldique, logotype et devise
| Blason de Amenoncourt | Blason  | De gueules à deux saumons adossés d'argent surmontés d'un chevron ployé du même. |
| Blason de Amenoncourt | Détails | Le statut officiel du blason reste à déterminer.                                 |